# Ров (криптид)
Ров (енгл. Row) је криптид који наводно живи у џунглама Западне Папуе.

## Опис рова

### У креационизму
Према ријечима креациониста ров је један од доказа постојања живи диносауруса. Они га описују као биће налик на диносауруса из групе Сауропода. Ово биће веома дуг врат, коштане плоче поређане низ врат и леђа, дуге шиљке по репу, коштану кријесту на глави и смеђкасто-жуту боју коже. Дуг је 9,15 до 12,20 метара..

## Хронологија сусрета са овим бићем и виђења
- Током 1930-их година истраживач Чарлс Милер је извјештавао о наводним сусретима са необићним бићем налик диносауру из групе Сауропода. Такође је описао и једно домородачко племе које користи шиљке овог бића као копља у лову (Касније је потврђено да су његове приче биле лажне).